# Гутыра, Роберт
Роберт Гутыра (1 мая 1944, Лучка, Словакия — 21 апреля 2021) — бывший чехословацкий спортсмен-велосипедист, пятикратный чемпион Словакии и двукратный чемпион Чехословакии. Известен тем, что перелетел через «железный занавес» на воздушном шаре вместе с семьей.

## Биография
Уроженец села Лучка, по специальности — строительный инженер. Перед отъездом из Чехословакии жил в Шаморине. В 1967 году выиграл гонку в Бургенланде в Австрии. Плохие бытовые условия и травма от вторжения в Чехословакию в 1968 году заставили его начать думать о бегстве на Запад.
Случайно он узнал о попытке другого человека бежать за железный занавес на воздушном шаре. В 1981 году он с женой попытался сделать дома свой первый воздушный шар. Он вырезал полоски ткани, а жена сшивала. Однако во время испытания воздушного шара на востоке Словакии обнаружил, что тот не сможет долететь, и сжёг его.
Для изготовления второго шара он начал готовиться профессиональнее — изучал физику, испытывал материалы. Второй воздушный шар был сделан из плащевой ткани. Материал покупали в магазине в Моравии под предлогом пошива парусов для виндсёрфинга для новой секции детской гребли в Братиславе (они заплатили всего 56 000 крон за ткань).
К 1983 году воздушный шар был построен, и члены семьи готовились уйти за «железный занавес» — они уволились под предлогом переезда. Дети узнали о плане побега только за несколько дней до его воплощения.
Конечной страной была выбрана Австрия. Сначала Гутыра намеревался запустить воздушный шар с территории Словакии. Но летом 1983 года долго не было восточного ветра, поэтому он решил вылететь из Моравии, откуда северо-западный ветер смог бы перенести воздушный шар в Австрию.
7 сентября 1983 года они подготовили и спрятали воздушный шар возле села Божице в районе Зноймо. На воздушный шар сели Гутыра, его жена, их 14-летняя дочь и 11-летний сын. С собой взяли четыре баллона с пропан-бутаном, два мешка с вещами и гоночный велосипед Гутыры. Воздушный шар успешно взлетел, но они забыли сменить газовый баллон, и шар упал ещё на чехословацкой территории. Поставив новый баллон, они снова поднялись в воздух. Менее чем через час полёта семья благополучно приземлилась ночью в Фалькенштайне, Австрия, на винограднике. Пограничники не успели отреагировать и выпустили в воздух лишь осветительные ракеты, которые, к счастью, не повредили воздушный шар, так как корзина была укреплена снизу против пуль стальным листом.
Семья Гутыры переехала из Австрии в США, где несколько раз демонстрировала свой полёт на воздушном шаре. В конце концов шар оказался в музее Берлинской стены.
В последнее время Руберт Гутыра жил и занимался бизнесом в Лугачовице, Словакия.